# Soundview (Bronx)

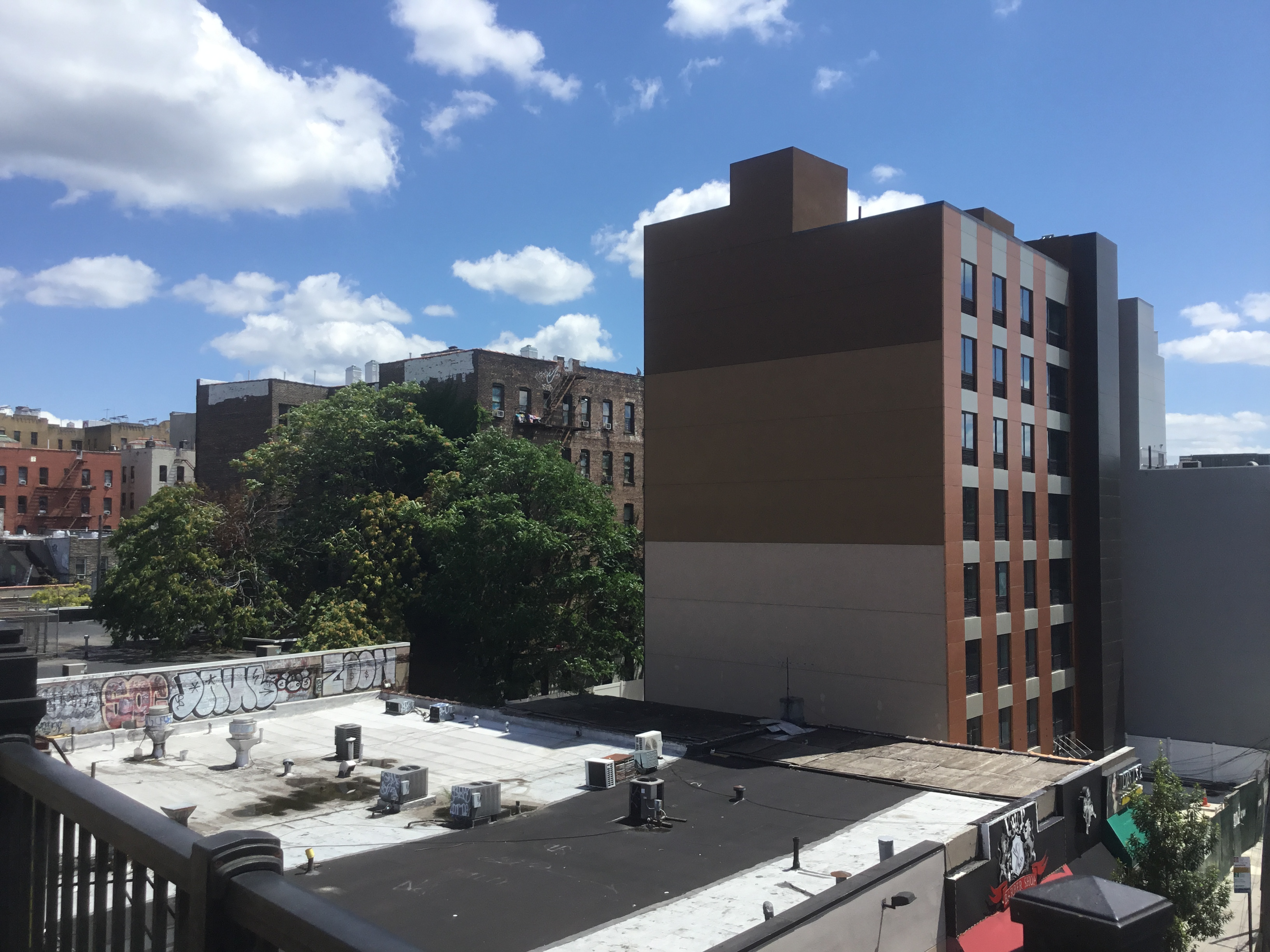
Blick über Soundview 2021

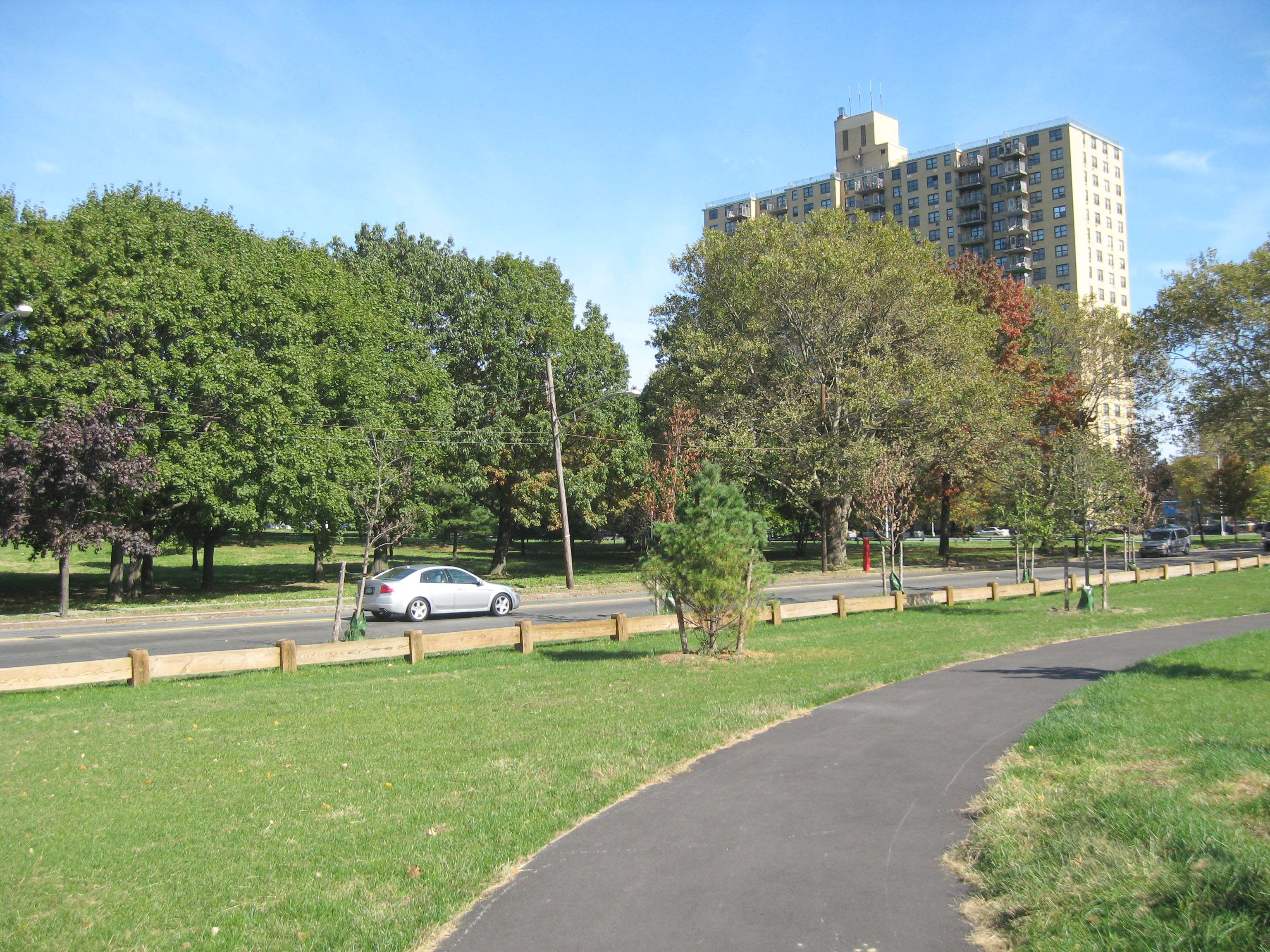
Soundview Park

Soundview ist ein Stadtteil im südöstlichen Teil der Bronx in New York City im US-Bundesstaat New York. Der Stadtteil hat eine Fläche von 2,89 km² und mit Stand 2011 eine Einwohnerzahl von 31.825. Soundview ist Teil des Bronx Community District 2 und gehört zum 43. Bezirk des New Yorker Polizeidepartements.

## Lage
Soundview ist ein Teil der East Bronx und befindet sich auf der Halbinsel Clason Point. Der Stadtteil wird begrenzt von dem Cross Bronx Expressway im Norden, der White Plains Road im Osten, von der Lacombe Avenue im Süden und dem Bronx River im Westen. Von West nach Ost verläuft der Bruckner Expressway mitten durch das Zentrum von Soundview und teilt das Viertel in eine Nord- und Südhälfte. Der Bronx River Parkway kreuzt von Norden nach Süden den Bruckner Expressway. Die Hauptgeschäftsstraße ist die Soundview Avenue.

## Geschichte
Erste dichtere Ansiedlungen vollzogen sich an der Westchester Avenue und in der Soundview Avenue, die einst von einer Straßenbahn bedient wurde. Erst ab Mitte des 20. Jahrhunderts wurden viele große Parzellen bebaut. Clason Point Gardens war 1941 die erste Anlage, die von der New York City Housing Authority (NYCHA) in der Bronx errichtet wurde. Es folgten von den 1950er bis in die 1970er Jahre viele andere NYCHA-Bauprojekte, wodurch die Bevölkerungszahl in Soundview stark anstieg. In den 1950er Jahren errichtete man mit dem Bronx River Parkway und dem Bruckner Expressway zwei Autobahnen. Später in den 1970er Jahren wurden im Anschluss an die Einrichtung des Mitchell-Lama-Programms im gesamten Stadtteil Miet- und Genossenschaftswohnungs-Hochhauskomplexe gebaut.
Infolge der Abwanderung gutverdienender weißer Bürger und einer städtischen Finanzkrise in den 1970er Jahren wuchs die Armut und große Teile von Soundview begannen zu verfallen. Das Viertel war in den späten 1980er und frühen 1990er Jahren von einer starken Drogenszene mit einer hohen Anzahl von Morden betroffen. Mit einem Programm der Bundesregierung zur Kriminalitätsbekämpfung und verstärkter Präsenz der Polizei konnte um 2000 die Kriminalitätsrate gesenkt werden. Zur gleichen Zeit begann man den Bau von modernen Reihen- und Mehrfamilienhäusern gemischt mit Einzelhandel gepaart mit höherem Einkommen der Bevölkerung, was eine Aufwertung des Viertels zur Folge hatte.
Der größte Park in der South Bronx, der „Soundview Park“, wurde mit zahlreichen Erholungsflächen und -einrichtungen komplett neu gestaltet. Zukünftige Pläne sehen die Schaffung einer urbanen Oase mit Erholungsknotenpunkten, Rad- und Wanderwegen, ausgewiesenen Angelgebieten, einem Bootsanleger und Esplanaden mit Blick auf die Skyline von Manhattan vor. In den letzten Jahren ist die Bevölkerung durch lateinamerikanische und asiatische Einwanderung immer vielfältiger geworden. Die Kriminalität ist aufgrund einer Reihe von Faktoren wie besserer Polizeiarbeit und der verbesserten wirtschaftlichen Lage der Bewohner deutlich zurückgegangen.

## Beschreibung
Soundview besteht hauptsächlich aus Wohnbebauung mit einer hohen Konzentration von NYCHA-Projekten (New York City Housing Authority). Die Wohnviertel, in denen alle seit dem Ende des 19. Jahrhunderts vorkommenden Architekturstile vorhanden sind, werden von Reihenhäusern, Doppelhäusern, Einfamilienhäusern und Mehrfamilienhäusern geprägt, wobei Mehrfamilienhäuser und Wohnkomplexe die große Mehrheit bilden. Bedeutende Geschäftsstraßen sind die White Plains Road, die Soundview Avenue und die Westchester Avenue. Der westlichste Teil des Stadtteils am Bronx River ist überwiegend Gewerbegebiet. Der Soundview Park nimmt 83 ha im südwestlichen Teil des Stadtteils ein. Er besitzt Sport- und Spielplätze und einem kombinierten Fußgänger- und Radweg entlang des linken Ufers des Bronx Rivers.
Bedeutende von der NYCHA erbaute Wohnkomplexe sind die Sonia Sotomayor-Houses (ehemals Bronxdale-Houses, 28 Hochhäuser), die Bronx-River-Houses (elf Hochhäuser), der Clason Point Gardens (192 Reihenhäuser in 46 zweistöckigen Gebäuden), die Monroe-Houses (12 Hochhäuser), die Sack-Wern-Houses (sieben Gebäude), die Soundview-Houses (13 siebenstöckige Gebäude) und die Boynton Avenue Rehab mit drei sanierte Mehrfamilienhäusern.

## Verkehr
Soundview wird von der IRT Pelham Line, einem Teilabschnitt der New Yorker U-Bahn-Linie 6, bedient. Sie durchquert das Viertel von Südwesten nach Nordosten entlang der Westchester Avenue. Des Weiteren verkehren im Stadtteil sechs MTA Regional Bus Operations-Buslinien der MTA. Seit 2018 betreibt die NYC Ferry mit der Soundview-Route eine Fährverbindung von und nach Soundview und der Bronx.

## Persönlichkeiten
Persönlichkeiten mit enger Verbindung zu Soundview (geboren und/oder aufgewachsen, Lebensmittelpunkt).
- Kemba Walker, Basketballspieler
- KRS-One, Rapper
- Yaphet Kotto, Schauspieler
- Drag-On, Rapper
- Disco King Mario, Hip-Hop Pionier
- Afrika Bambaataa, Rapper
- Big Pun, Rapper
- Alicia Keys, Sängerin und Schauspielerin
- Ahmed Best, Schauspieler und Musiker
- Sonia Sotomayor, Juristin am Obersten Gerichtshof der USA
- Mitch Green, Boxer
- Aaron Davis, Boxer
- Wesley Snipes, Schauspieler
- The Chiffons, Girlgroup-Band
- Jules Feiffer, Comic-Zeichner